# Michael Zev Gordon
Michael Zev Gordon (Londres, 1963) es un compositor inglés de ascendencia judía.
Anteriormente intérprete de oboe, Gordon estudió composición en el Reino Unido con Robin Holloway, Oliver Knussen y John Woolrich, y en Italia con Franco Donatoni. Fue alumno de composición de Louis Andriessen 1989 a 1990.
Gordon enseñó anteriormente en las universidades de Birmingham y Durham, y en el Royal Northern College of Music. Actualmente es Senior Lecturer de la Universidad de Southampton y profesor de Composición en el Royal College of Music.

## Composiciones
| - Magnificat and Nunc Dimittis (1984) - Remains of Elmet (1986) - Three Poems of e.e. cummings (1987) - The Path To Pen-y-gent (1988) - Piano Trio (1989) - The Moon and the Flame-Tree (1989) - Trio (1989) - Touch (1990) - no time ago... (1990) - Changing Lights... (1990) - Spiralling (1990) - still (1991) - Music For Andries (1991) - nine birds (rising) (1991) - There We Sat Down (1992) - There We Sat Down II (1992) - There We Sat Down III (1992) - Breaking Boundaries (1993) - Drive (1993) - For Robin (1993) - In the Startled Space (1993) - Resolution | - False Relations (1994) - One Violet (1994) - String Quartet (1994) - Thirteen Ways (1995) - Too Many Names (1995) - Far Away (1995) - Gravity and Grace I (1995) - Gravity and Grace II (1996) - Gravity and Grace III (1996) - Dolce (1996) - Two Dances (1997) - A Mermaid Sings (1997) - Gravity and Grace IV (1997) - Jubilate (1997) - And I Will Betroth You (1997) - Barcarola (1998) - Grace (1998) - High Ground (1998) - Psalm 150 (1999) - Song (1999) | - Still Hunting (2000) - Plain Hunting (2000) - ...by the edge of the forest of desires (2000) - Bells, Lachrimae and Stillness (2000) - Ein Morgenblat (2001) - sleight (2001) - A Small Folly (2002) - Three Rabbinical Sayings (2002) - Red Sea (1996–2002) - Crystal Clear (2003) - In veritate (2003) - On the Other Hand (2003) - There Always (2003; for chamber ensemble) - On Memory, para piano (2004) - Of Here and Elsewhere (2005) - Fragments of a Diary (2005) - Three Short Pieces (string quartet; 2005) - The Fabric of Dreams (Oboe Concerto; 2006) - There Always (2006; for string orchestra) - summer fallow (2007) - This Night (for choir and cello; 2007) - The Impermanence of Things (for piano and orchestra; 2009) - A Pebble in the Pond (2009) - Allele (2010) |